# Bukovina (Blansko)
Bukovina é uma comuna checa localizada na região de Morávia do Sul, distrito de Blansko.